# Krahn
Los Krahn son un grupo étnico asentado en los actuales territorios de Liberia y Costa de Marfil. Este grupo pertenece a la familia de lenguas Kru y están emparentados con los We, Daho, Doo, Glaro, Nyabwa, Twabo, Guéré , Sapo y Wobe. Es probable que el contacto occidental con el idioma Kru sea la razón principal del desarrollo de estos diferentes nombres. En 1980 apoyaron el golpe militar de Samuel Doe y durante la guerra civil de 1990 tuvieron un violento enfrentamiento con los grupos Gio, Mano y Kissi. Han ejercido gran influencia en la cultura Kru. Tienen una fuerte tradición agrícola relacionada con las plantaciones de cacao y café.

## Historia
Los Krahn llegaron a una zona de Liberia anteriormente conocida como la "Costa de los cereales" como parte de las migraciones de principios del siglo XVI desde el noreste y lo que hoy es Costa de Marfil. Esta migración se produjo debido a la presión sobre las poblaciones locales resultante de la emigración de grupos étnicos del oeste de Sudán después del declive de los imperios medievales, así como un aumento de las guerras regionales.
En ese momento, la trata de esclavos africanos tenía en Liberia un centro operativo. Aunque algunos subgrupos Kru enfrentaron a los esclavistas, muchas comunidades Krahn y de otros pueblos costeros de Liberia actuaran como colaboradores locales de los esclavistas de ultramar, negociando acuerdos dentro del mercado occidental de esclavos. Muchos Kru decidieron suicidarse antes que caer en la esclavitud.

### Guerras civiles liberianas
A fines de la década de 1970, Liberia enfrentó una rebelión civil en el que la oposición al gobierno américo-liberiano liderado por William Tolbert desembocó en un golpe militar, organizado en parte por miembros tribales nativos. El 12 de abril de 1980, el Sargento Mayor Samuel Kanyon Doe, miembro de la etnia Krahn y líder del grupo involucrado en el golpe, tomó el poder, convirtiéndose en el primer líder nativo jefe de Estado de Liberia. Con un líder del grupo como figura política clave, los Krahn, una vez menospreciados, pasaron a ocupar un lugar de privilegio en el gobierno de Liberia.
Este aumento de estatus llevó a muchos hablantes de Krahn a mudarse a la capital, Monrovia. Doe comenzó a mostrar favoritismo a los Krahn, particularmente a los de su propio grupo tribal. Estas medidas incluyeron el nombramiento de miembros de la etnia Krahn de Costa de Marfil, conocidos más comúnmente como We, para la guardia personal, así como la adopción de medidas para evitar que personas que no pertenecen a Krahn lleguen a puestos clave en el gobierno.
A partir de 1985 los favoritismos étnicos y las políticas represivas de Doe unificaron en su contra a la oposición. En diciembre de 1989, los exiliados y milicianos locales comenzaron a organizar grupos paramilitares, que se levantaron en armas contra Doe y sus partidarios Krahn. A medida que avanzaba esta guerra, el Frente Patriótico Nacional de Liberia (NPFL) comenzó a atacar a los civiles Krahn en los condados de Nimba y Grand Gedeh, destruyendo comunidades enteras a medida que avanzaban por el país.
A mediados de 1990, la guerra se había intensificado, lo que provocó la intervención extranjera. Doe fue secuestrado y ejecutado por fuerzas de oposición. Tras la eliminación del régimen de Doe y la continuación de la guerra civil, los refugiados Krahn comenzaron a huir de Liberia a Sierra Leona. Esta emigración forzada llevó a la formación de pequeñas comunidades Krahn y el uso de su lengua en el país vecino.
Aunque Doe fue destituido del poder en 1990, la guerra civil no terminó oficialmente hasta 1996, momento en el que Charles Taylor se postuló para la presidencia, ganando las elecciones generales de 1997 en medio de mucha controversia. El entorno Krahn del fallecido Doe se unió a otros grupos rebeldes formando una milicia opositora conocida como Movimiento Unido de Liberación por la Democracia en Liberia (ULIMO). Taylor resopondió con una ofensiva contra los Krahn. En 1998, Taylor intentó asesinar a uno de sus oponentes políticos, el ex señor de la guerra Roosevelt Johnson , provocando enfrentamientos en Monrovia, durante y después de los cuales cientos de Krahn fueron masacrados y cientos más huyeron de Liberia. Este evento fue uno de los factores que condujeron al estallido de la Segunda Guerra Civil de Liberia.
En 2003, miembros de la tribu Krahn fundaron un grupo rebelde, el Movimiento por la Democracia en Liberia (MODEL), oponiéndose a Taylor. El grupo se disolvió como parte del acuerdo de paz al final de la segunda guerra civil.

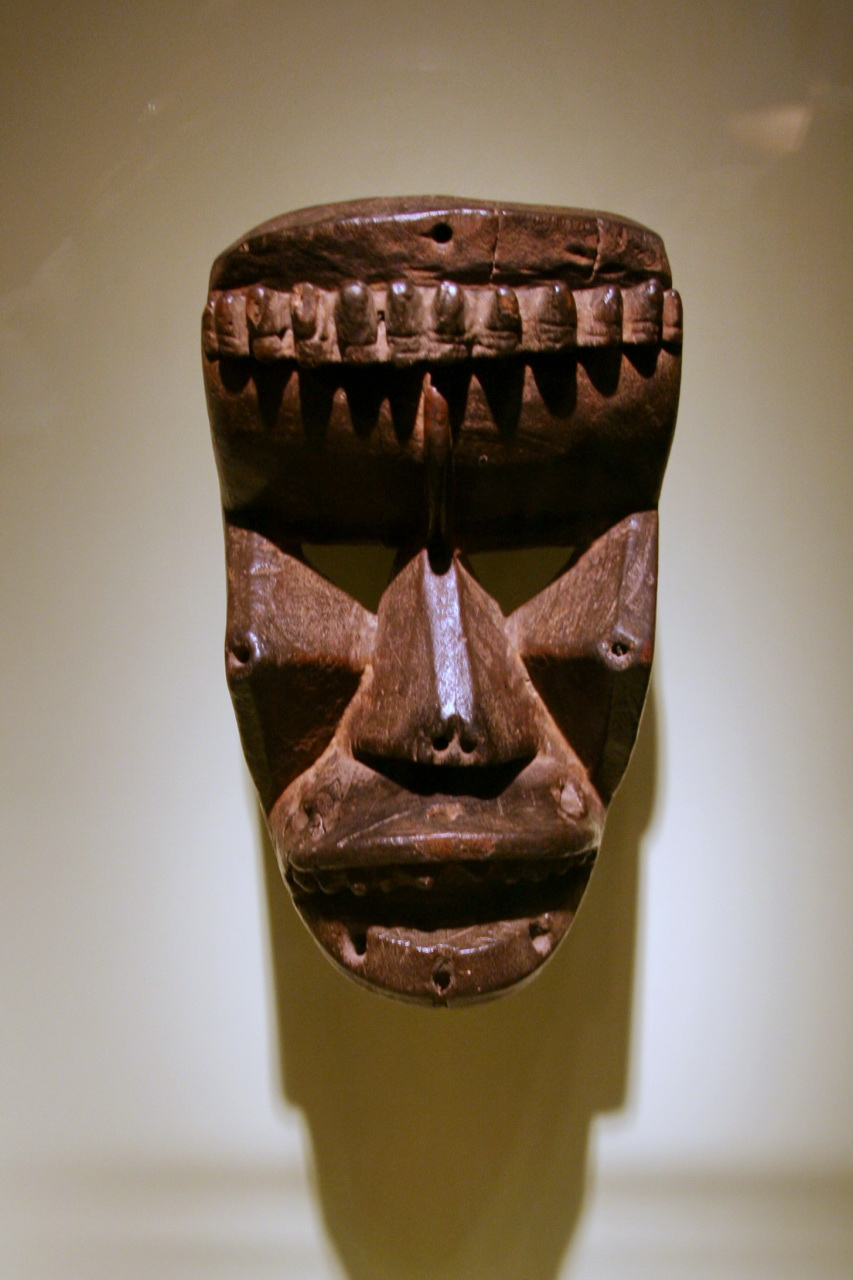
Máscara ceremonial de la etnia Krahn

### Historia reciente
La estabilidad que siguió a la guerra civil ha permitido a los Krahn reasentarse en todo el país. Los Krahn actuales se encuentran mayoritariamente asentados en los condados de Nimba, Grand Gedeh y Sinoe , así como en Costa de Marfil.

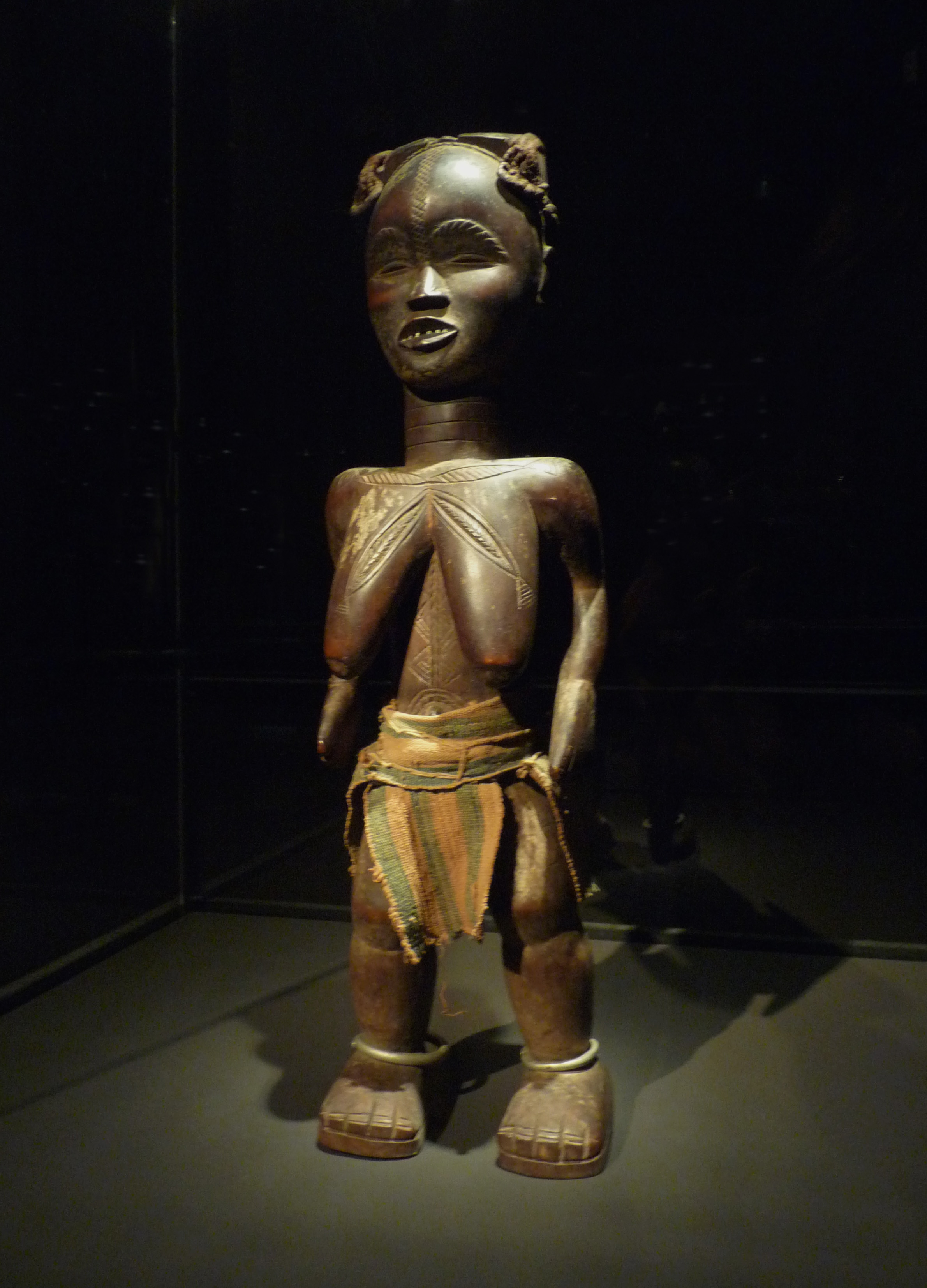
Efigie de Zan, una de las esposas del jefe Krai. Liberia, Krahn. Hacia 1930. Madera teñida, rafia tejida, algodón, aluminio (Museo Etnológico de Berlín)

## Cultura
Los Krahn de Liberia eran originalmente cazadores, pescadores y agricultores, y tradicionalmente se centraban en la producción de arroz y mandioca. A medida de avanzó el siglo XX la emigración de jóvenes Krahn a áreas de mayor desarrollo como Monrovia se intensificó. Los We en Costa de Marfil eran cazadores, pescadores y agricultores también, aunque tendían a centrarse más en cultivos como "arroz, ñame, taro, mandioca , maíz y plátanos". Al igual que los Krahn en Liberia, las tradiciones We de la caza y la agricultura se han vuelto insostenibles y, en años más recientes, muchos integrantes del grupo han comenzado a trabajar en minas de diamantes y plantaciones de caucho.

## Organización social
Los Krahn no poseen un gobierno centralizado que organice sus comunidades en Liberia y Costa de Marfil. Suelen organizarse en base a un "jefe" de la aldea tradicionalmente elegido por sus habilidades y esfuerzo tanto en la caza como en la agricultura. Estos a su vez formaban guardias de jóvenes guerreros para la defensa de la aldea y consejos de ancianos como consultores. Este grupo gobernante negociaría los intercambios con las tribus vecinas, así como también tomaría decisiones importantes para los miembros de la tribu.
El uso de máscara rituales fue utilizado tanto para ceremonias religiosas como para reuniones de organización e imposición de las leyes comunitarias dentro del grupo en los años previos a la adopción de las leyes occidentales durante el período colonial.

## Religión
La religión étnica o tradicional de la comunidad Krahn es animista. En el caso de los  We de Costa de Marfil se constata un culto a los "espíritus de la selva". Estos espíritus son parte de un mundo aún no intervenido por el hombre. Para la cultura We es importante mantener estos espíritus apaciguados. Son invocados para favorecer los ciclos agrícolas.  Estos espíritus se expresan a través de las máscaras ceremoniales  espíritus (masculinas y femeninas) con las que presiden rituales y ceremonias religiosas y de carácter socio-comunitarias.

## Idioma
El idioma Krahn es uno de los idiomas Kru de la familia lingüística Níger-Congo . Aunque muchas tribus de habla kru han adoptado el inglés como segundo idioma, estudios recientes han demostrado que muchos liberianos todavía hablan el kru. Dentro de las lenguas Kru hay varias subcategorías, siendo Kru oriental y occidental la que ofrece la primera división significativa de desgloses de lenguas tribales. Krahn pertenece al subgrupo Kru Occidental, We.
Algunos investigadores señalan además una diferencia entre el krahn oriental y occidental , con variaciones orientales que se hablan típicamente en el noreste de Liberia y krahn occidental en todo el condado de Grand Gedeh y Costa de Marfil. En 1993, había aproximadamente 47.000 hablantes de krahn oriental en Liberia, con 47.800 hablantes de krahn occidental adicionales en Liberia y 12.200 en Costa de Marfil.

## Galería de imágenes

Cultura Krahn
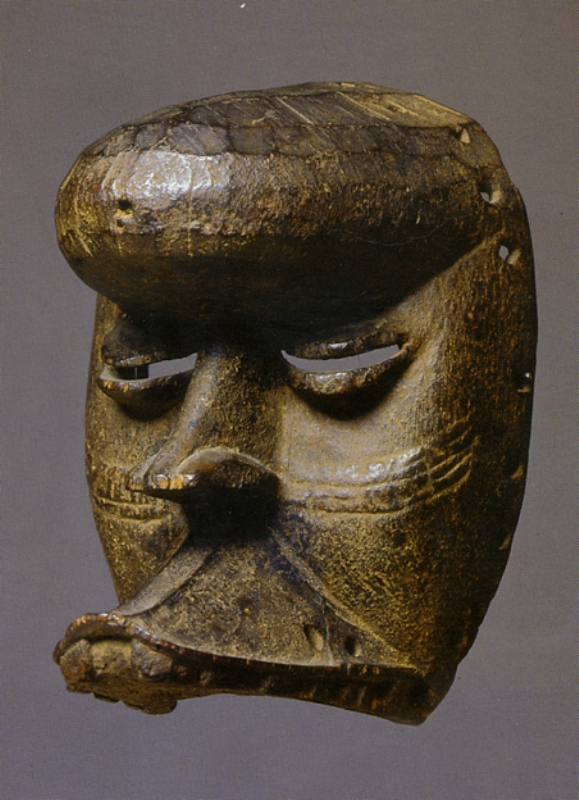
Mascarilla zoo-antropomórfica  krahn
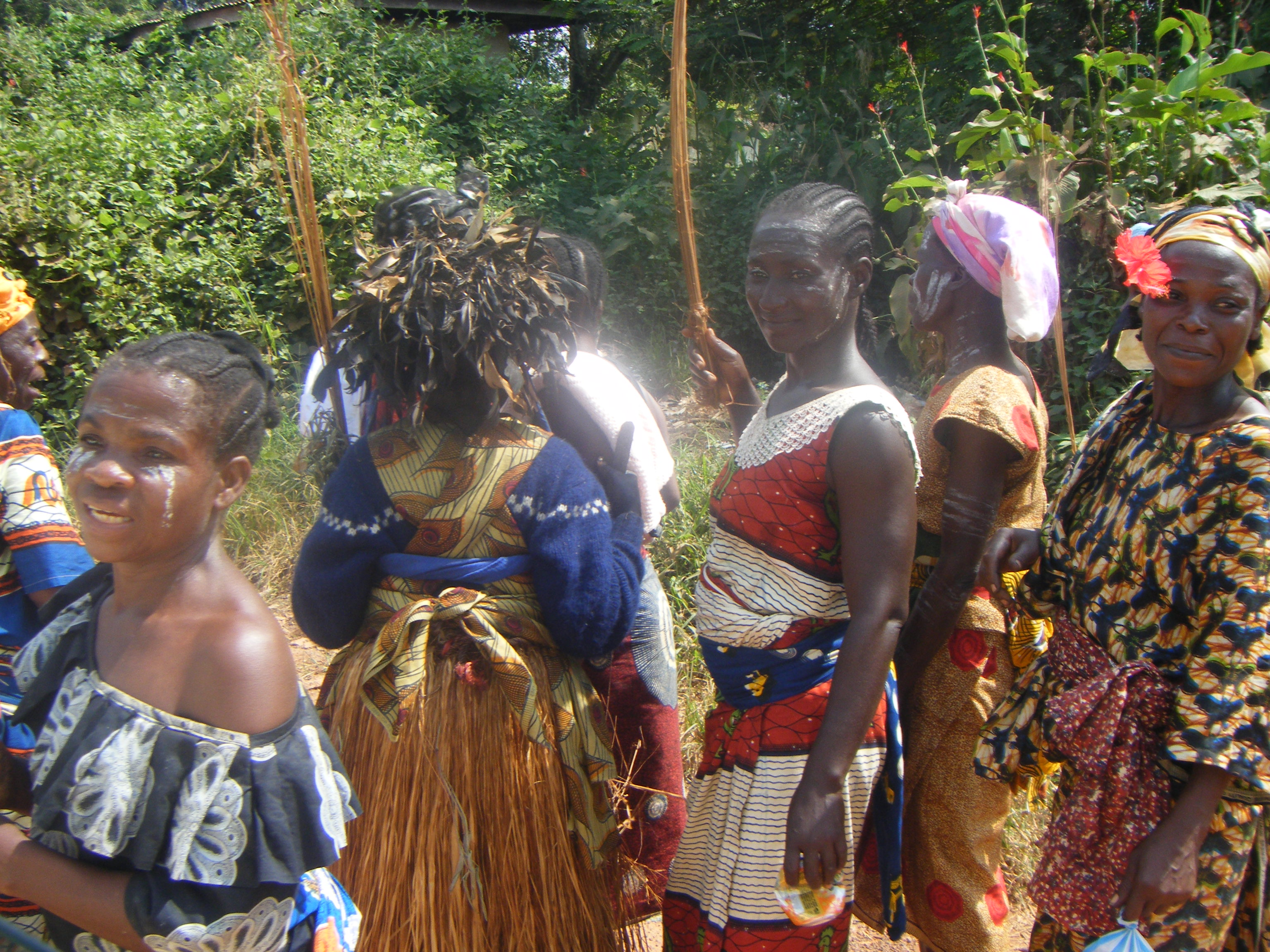
Grupo de mujeres Krahn en una ceremonia religiosa.
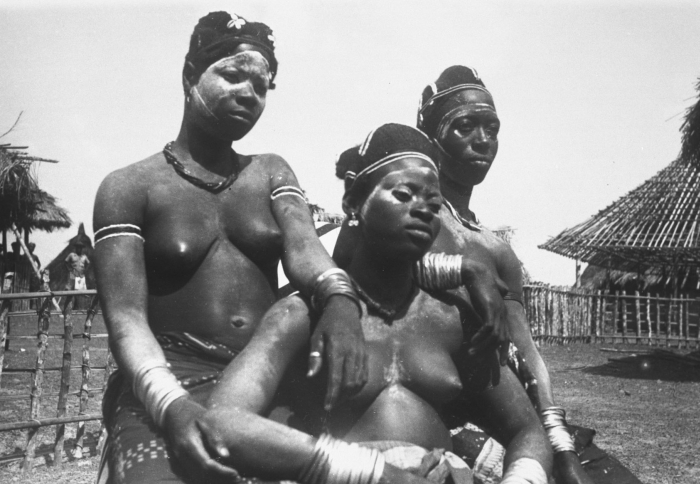
(COLECCIÓN MUSEO TROPEN) Tres jóvenes Kran en Tobli después del período de iniciación
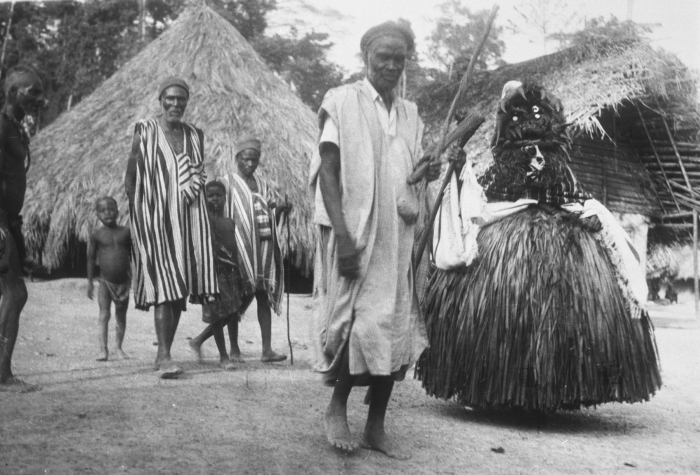
Ritual religiosos con dramatización de los espíritus ancestrales Krahn
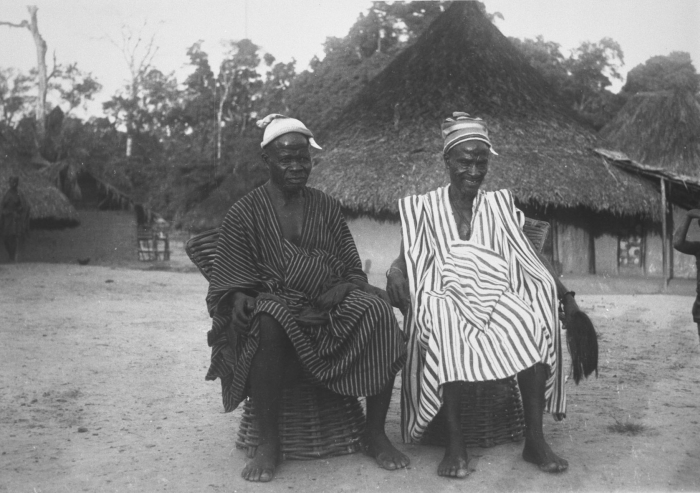
(COLECCIÓN MUSEO TROPEN) Curanderos vestidos con kaftanes de jefes